# Sphinctomyrmex trux
Sphinctomyrmex trux é uma espécie de formiga do gênero Sphinctomyrmex.